# Souffrignac
Souffrignac – miejscowość i gmina we Francji, w regionie Nowa Akwitania, w departamencie Charente.
Według danych na rok 1990 gminę zamieszkiwało 130 osób, a gęstość zaludnienia wynosiła 14 osób/km² (wśród 1467 gmin regionu Poitou-Charentes, Souffrignac plasuje się na 863. miejscu pod względem liczby ludności, natomiast pod względem powierzchni na miejscu 868.).